# Самбхаджи
Самбхаджи (14 мая 1657 — 11 марта 1689) — второй правитель государства маратхов.

## Биография
Самбхаджи был старшим сыном основателя маратхского государства Шиваджи от его первой жены Сайбай. Мать умерла, когда ему было всего два года, и он воспитывался у матери Шиваджи — Джиджабай. В девятилетнем возрасте он был отправлен заложником ко двору Джай Сингха I в качестве гарантии соблюдения его отцом условий Пурандарского договора. В 1666 году он предстал вместе с отцом перед двором Аурангзеба в Агре, где были помещены под домашний арест, но сумели бежать.
В политических целях отец женил Самбхаджи на Есубай, что дало Шиваджи выход к побережью Аравийского моря. Безответственное поведение сына вынудило Шиваджи заключить его в 1678 году в форт Панхала, но тот сумел вместе с женой бежать оттуда. Около года он провёл у моголов, после чего вернулся домой и был вновь заключён в Панхала.
В начале апреля 1680 года, когда Самбхаджи всё ещё находился в заключении, Шиваджи скончался. Его вдова Сойрабай (мачеха Самбхаджи) хотела, чтобы трон занял её собственный 10-летний сын Раджарам, и 21 апреля короновала его. Узнав об этом, Самбхаджи захватил форт Панхала, затем форт Райгад, и 20 июля 1680 года формально занял трон; Сойрабай, Раджарам и его жена Джанкибай были брошены в темницу. В октябре 1680 года Сойрабай была казнена по обвинению в заговоре.
В этом же году Аурангзеб вторгся в Декан, а Самбхаджи ввязался в конфликт с сидди, Однако ему так и не удалось взять их укреплённый остров Джанджира, и в 1682 году предпочли атаковать другую приморскую крепость — Анджадива, однако были отбиты отрядом из 200 португальцев. Тогда в 1683 году Самбхаджи атаковал Гоа, и был близок к победе, но в начале 1684 года подошла могольская армия, вынудив его отступить. Осознав нехватку огнестрельного оружия и взрывчатых веществ, Самбхаджи в 1684 году подписал договор на их поставку с британцами в Мадрасе.
Ещё в 1681 году Самбхаджи попытался вторгнуться в княжество Майсур, но был отбит. Тем не менее, в 1682—1686 годах Майсур платил дань маратхам, однако потом перешёл на сторону Моголов и отказался выполнять соглашения, после чего в 1686 году маратхи вторглись туда вновь.
С 1687 года моголы начали громить силы маратхов, а в феврале 1689 года им удалось пленить самого Самбхаджи. После этого Самбхаджи был казнён ужасной смертью: его пытали и расчленили.